# 約翰斯敦 (堪薩斯州)
約翰斯敦（英語：Johnstown）是位於美國堪薩斯州麥克弗森縣的一個非建制地區。

## 地理
約翰斯敦所處的海拔為高於海平面424米（即1391英呎），而該地所採用的時區為UTC-6，即北美中部時區（CST）。同時該地設有夏令時間，為UTC-6調快一小時，即UTC-5（CDT）。